# Батьківщина зустрічає героя
Батьківщина зустрічає героя — картина українського радянського художника Михайла Хмелька у стилі соцреалізму, написана в 1961.

## Сюжет
На картині зображено момент прибуття Юрія Гагаріна до Москви після першого в історії пілотованого польоту в космос. На тлі величезного натовпу радісного народу космонавт крокує назустріч Микиті Хрущову, щоб йому відрапортувати. На картині також зображені Леонід Брежнєв, Катерина Фурцева, Анастас Мікоян, Микола Підгорний та інші.

## Критика
Анатолій Дмитренко критично відгукнувся про картину Хмелька, зазначивши, що вона «не розкриває всієї величі хвилюючої події». За словами мистецтвознавця, попри наявність низки вдалих місць (небо й чітка постать Гагаріна на його фоні), «твору не вистачає справжньої теплоти та проникливості».